# Eksplozja w Mihăilești
Eksplozja w Mihăilești miała miejsce 24 maja 2004 w miejscowości Mihăilești w okręgu Buzău w Rumunii. W wyniku eksplozji ciężarówki przewożącej azotan amonu śmierć poniosło 18 osób, w tym 7 strażaków biorących udział w akcji ratunkowej.

## Wypadek
Miejscowość Mihăilești położona jest 70 km od stolicy Rumunii – Bukaresztu. Przez miejscowość przebiega trasa europejska E85. Wczesnym rankiem 24 maja 2004 trasą tą poruszała się ciężarówka kierowana przez Romana Marcu Florina, przewożąca ponad 23 tony azotanu amonu. O godzinie 4:57 ciężarówka z nieustalonych przyczyn zjechała z drogi i przewróciła się na prawy bok. Kilka minut po wypadku naczepa ciężarówki stanęła w płomieniach. Przejeżdżający obok miejsca wypadku kierowcy poinformowali o zdarzeniu straż pożarną oraz policję.

## Eksplozja
Około 20 minut po wypadku na miejsce zdarzenia przybyły dwa wozy strażackie. Tymczasem na miejsce dotarła również grupa gapiów z okolicznych miejscowości oraz wóz transmisyjny telewizji Antena 1. Ekipa reporterów w składzie: Elena Popescu – dziennikarka, oraz Ionut Ovidiu Barbu – kamerzysta, przystąpiła do przygotowywania relacji z akcji gaszenia przewróconego pojazdu. O godzinie 5:47 doszło do pierwszej, stosunkowo niewielkiej eksplozji w kabinie ciężarówki. Mimo to strażacy kontynuowali gaszenie pojazdu. Dwie minuty później płonący azotan amonu znajdujący się w naczepie eksplodował. Siła eksplozji była tak potężna, że w okolicznych domach powypadały szyby z okien i popękały ściany, natomiast w miejscu, gdzie znajdowała się przewrócona ciężarówka, powstał krater o głębokości 6,5 metra i średnicy 14 metrów.

## Ofiary
W wyniku eksplozji śmierć poniosło 18 osób (7 strażaków, ekipa reporterów telewizji Antena 1, kierowca ciężarówki oraz kilku gapiów i przejeżdżających obok miejsca wypadku kierowców). Rannych zostało 13 osób – głównie policjanci i strażacy, którzy znajdowali się kilkanaście metrów dalej od źródła pożaru. Szczątki ofiar zostały porozrzucane w promieniu kilkuset metrów i do ich poszukiwania wezwano oddział żołnierzy. Zwłoki większości ofiar identyfikowano wyłącznie poprzez badanie DNA. W momencie eksplozji kamerzysta Ionut Ovidiu Barbu znajdował się zaledwie kilka metrów od płonącej naczepy. Na nagraniu było wyraźnie widać ogień, jednak w momencie eksplozji nagranie się urywa.

## Następstwa
Za przyczynę tragedii uznano słabe zabezpieczenie ładunku zarówno przez producenta jak i firmę przewozową. Dyrektor zakładów Doljchim, gdzie wyprodukowano azotan amonu, oraz kierujący firmą transportową, do której należała ciężarówka, zostali oskarżeni o szereg zaniedbań, nieumyślne spowodowanie śmierci oraz niszczenie mienia. Sąd skazał obu na kary 4 lat pozbawienia wolności oraz nakazał im wypłatę odszkodowań rodzinom ofiar.

## Lista ofiar katastrofy[5]
1. Marian Ailincai (lat 26)
2. Ionut Ovidiu Barbu (lat 25) – kamerzysta
3. Roman Marcu Florin (lat 36) – kierowca ciężarówki
4. Rica Ionescu (lat 34)
5. Nicolae Jianu (lat 25) – strażak
6. Alin Magearu (lat 37)
7. Valentin Magearu (lat 23)
8. Valentin Cezar Manta (lat 21) – strażak
9. Georgian Medeleanu (lat 21) – strażak
10. Doru Mihai Mihalache (lat 33) – strażak
11. Romeo Necula (lat 35) – strażak
12. Florin Valentin Oprea (lat 21) – strażak
13. Daniel Pelmus (lat 37)
14. Elena Popescu (lat 26) – dziennikarka
15. Emil Serbu (lat ?)
16. Camelia Simion (lat 50)
17. Liviu Stan (lat 23) – strażak
18. Ion Tudose (lat 34)